# William Dunbar

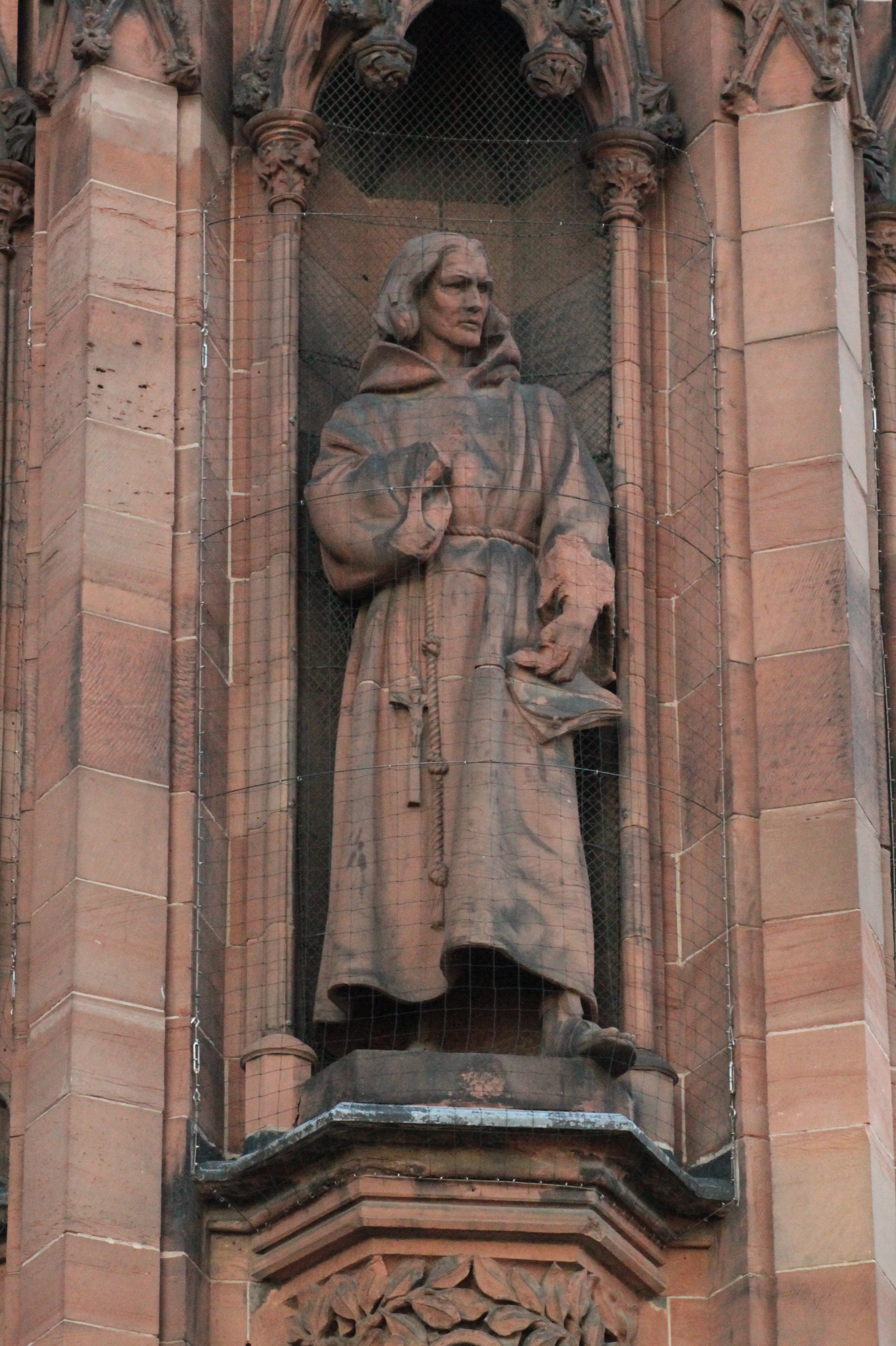
Wiliam Dunbar Scottish National Portrait Gallery

William Dunbar (ur. ok. 1460, zm. ok. 1520) – szkocki poeta, związany z dworem Jakuba IV. Był autorem panegiryków i poematów (m.in. Dance of the Seven Dealy Sins) oraz satyr wymierzonych w negatywne przejawy życia społecznego i obyczajowego Szkocji (The Two Married Women and the Widow).